# Vindhyagebirge

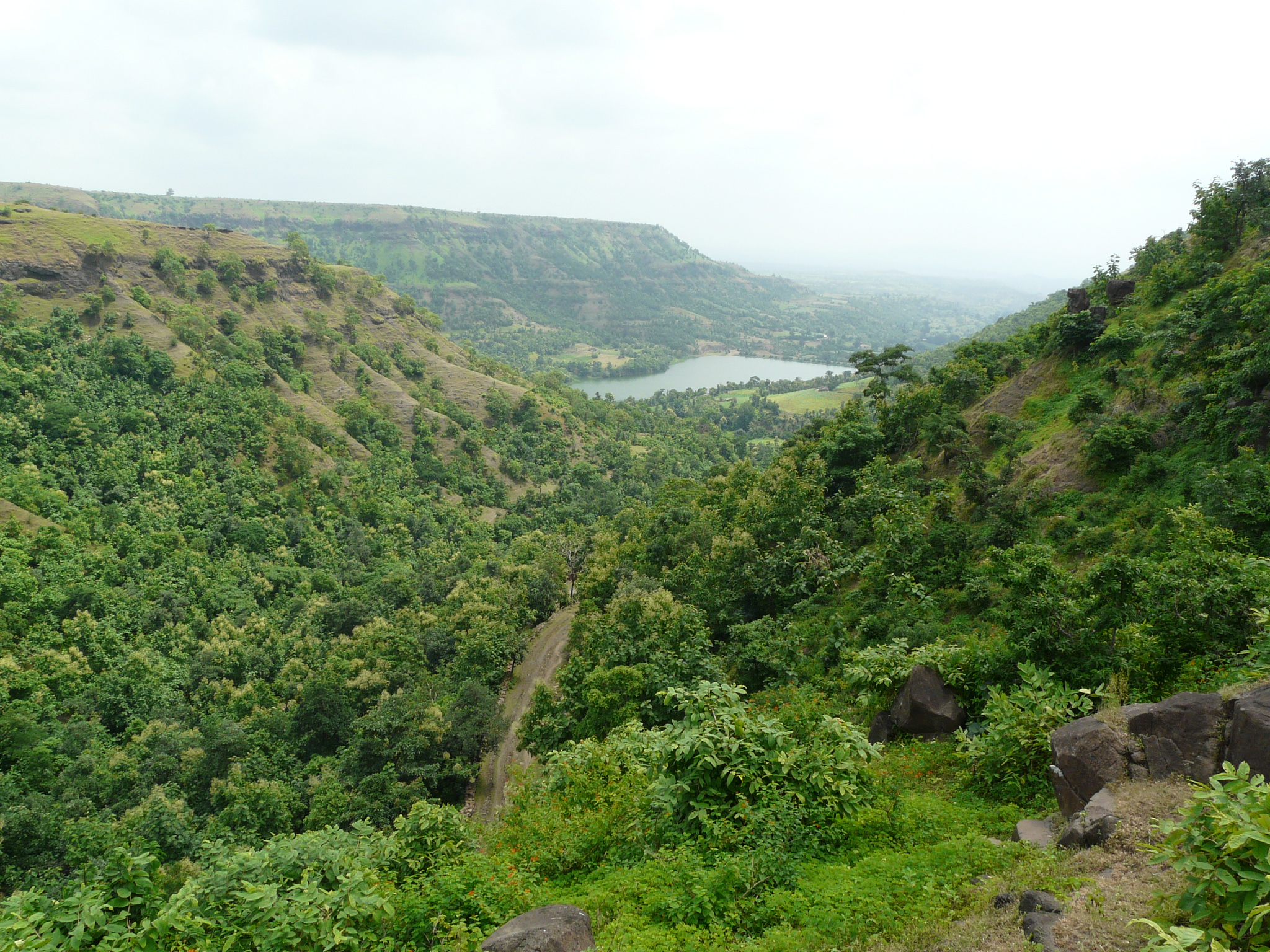
Vindhyagebirge bei Mandu

Das Vindhyagebirge (englisch Vindhya Range; Hindi विन्ध्याचल, Vindhyācala) ist ein bis zu 850 m hoher Ost-West-Gebirgszug in Nord- bzw. Zentral-Indien. In der langen indischen Geschichte bezeichnete der Begriff „Vindhya“ alle mittleren Gebirgszüge nördlich des Dekkan-Plateaus und südlich des Ganges – heute hat sich eine andere geografische Eingrenzung durchgesetzt, die den östlichsten Teil, d. h. die Gegend um Amarkantak, einer eigenen Gebirgsregion (Maikal-Range) zurechnet. Der indische Bundesstaat Madhya Pradesh wird geografisch stark vom Vindhyagebirge geprägt.

## Verlauf
Das Vindhyagebirge erstreckt sich über rund 1000 km in West-Ost-Richtung vom äußersten Osten des Bundesstaates Gujarat bis in den Südosten Uttar Pradeshs. Dabei verläuft es größtenteils durch Madhya Pradesh und parallel zum südlich des Flusses Narmada gelegenen Satpuragebirge. Einige rechnen das Gebirge noch zum Dekkan-Hochland, andere ziehen deutliche Grenzen dazu. Die Südabdachung zum Graben desr Narmada ist steil, nach Norden fällt das Vindhyagebirge sanfter ab.
Das Vindhya-Plateau ist nördlich des mittleren Abschnittes des Vindhyagebirges gelegen. Die beiden größten Städte Madhya Pradeshs, Indore und die Hauptstadt Bhopal befinden sich dort; nach Norden wird das Gebiet deutlich flacher und geht allmählich in die Yamuna- bzw. Gangesebene über – hier liegen Städte wie Gwalior, Morena oder Jhansi. In den nordöstlichen Ausläufern des Vindhyagebirges befinden sich die historischen Regionen Bundelkhand und Baghelkhand mit Städten wie Mahoba, Panna, Satna oder Rewa.

## Geografie
Das für zentralindische Verhältnisse recht wald- und regenreiche (ca. 900 bis 1200 mm/Jahr) Vindhyagebirge erreicht im Südwesten von Indore bzw. nordöstlich von Mandu seine Maximalhöhe von ca. 850 m; die meisten Städte und Dörfer befinden sich in Höhen von 200 bis 400 m. Die größeren Flüsse des Vindhyagebirges (Chambal, Betwa, Ken u. a.) entwässern vor allem in Richtung Norden und Nordwesten und münden letztlich in die Yamuna, die ihrerseits bei Prayagraj in den Ganges mündet; auf der Südseite des Gebirges nimmt die Narmada zahlreiche kleine Nebenflüsse auf und im Südwesten entspringt lediglich der Mahi, der im Bundesstaat Gujarat in die Arabische See mündet.

## Kultur
Felsmalereien, die ältesten Zeugnisse menschlicher Kultur in Indien, befinden sich im heutigen Madhya Pradesh bei Bhimbetka oder nördlich von Bhanpura. Im flachen und fruchtbaren nördlichen Teil des Gebirges entstanden die buddhistischen Stupas von Sanchi, Bharhut u. a., auch die Höhlentempel von Udayagiri oder die einzigartige Heliodoros-Säule befinden sich hier. In der Gupta-Zeit, d. h. um 400 bis 600 n. Chr. entstanden die ersten konstruktiven Hindu-Tempel Indiens (Sanchi, Tigawa, Kunda u. a.); das Mittelalter brachte die Großtempel von Gyaraspur, Badoh oder Khajuraho hervor. Später entstanden die Burgen und Paläste von Gwalior, Orchha und Mandu.